# Dichrogaster schimitscheki
Dichrogaster schimitscheki là một loài tò vò trong họ Ichneumonidae.